# Estación González Catán
González Catán es una estación ferroviaria ubicada en la ciudad homónima, partido de La Matanza, Gran Buenos Aires, Argentina.

## Ubicación
Se encuentra en el centro de la ciudad, sobre la Ruta Provincial 21.
Poco antes de la estación se desprende el ramal a La Plata, sin tráfico. El cambio de vías fue desmantelado en 1999 cuando la concesionaria de entonces Metropolitano efectuó obras de renovación de vías.

## Servicios
La estación corresponde al Ferrocarril General Manuel Belgrano de la red ferroviaria argentina, y es la terminal sudoeste del ramal que conecta esta estación y la ciudad Autónoma de Buenos Aires.
También es la estación terminal de los servicios hacia Marcos Paz y Lozano.